# Алергопроба
Алергопро́ба — метод медичної діагностики, який застосовують задля визначення індивідуальної реакції організму на хімічні елементи та їх сполуки(алергени). Алергопроби виконують шляхом прямого контакту випробовуваної речовини з клітинами організму (шкірою, слизовою оболонкою, кров'ю). Проводять алергопроби з метою визначення методів лікування пацієнтів з алергією або ж для тестування медичних препаратів, які раніше не застосовувалися до хворого (наприклад новокаїном — може викликати алергічну реакцію у деяких людей, тому його використання без попередньої алергопроби може викликати алергічний колапс у пацієнта під час операції, те ж саме стосується деяких видів вакцин). Також алергопроби рекомендується проводити перед використанням нових косметичних засобів, які часто містять алергени.

## Методи проведення
Сучасні технології дозволяють отримувати результати алергопроб комплексно за аналізом крові (недолік такого методу — його неоперативність і дорожнеча). Консервативніші методи алергопроб — шкірні і провокаційні дозволяють отримати результат в короткий термін. Крапля випробовуваної речовини наноситься на шкіру з подряпиною, за розміром плями шкірної реакції визначають міру чутливості організму.
Міра діагностичної чутливості шкірних проб збільшується в такому порядку:
- краплинна
- аплікаційна
- ін'єкціна
- скарификаційна (через подряпину)
- внутрішньошкірна

Провокаційні проби проводяться через контакт речовини із слизовою оболонкою — очні і назальні. Цей вид дослідження проводиться в окремих випадках, коли іншими методами чутливість виявити не вдається, та при цьому усі вторинні ознаки говорять про наявність алергічної реакції. Провокаційні алергопроби є точнішими, в порівнянні зі шкірними.